# Lophoptera khasiana
Lophoptera khasiana är en fjärilsart som beskrevs av W. Warren 1914. Lophoptera khasiana ingår i släktet Lophoptera och familjen nattflyn. Inga underarter finns listade i Catalogue of Life.